# Philharmonia Hungarica
Philharmonia Hungarica — симфонічний оркестр, який працював в 1956-2001 роках і складався з угорських музикантів, які не побажали залишитися в Угорській Народній Республіці після того, як Угорська революція 1956 року було придушене радянськими військами. Спочатку був заснований в містечку Баден під Віднем, потім базувався в німецькому місті Марль. Перший концерт відбувся 28 травня 1957 року.
Першим керівником оркестру був Золтан Рожняї (1956—1961), на чолі з яким оркестр з великим успіхом гастролював у 1959 році в США. Велику підтримку оркестру на ранній стадії його історії надавав Антал Дораті, колишній його почесний президент; після смерті Дораті в 1988 році цей пост зайняв Ієгуді Менухін.
У 1961-1967 роках на чолі оркестру стояв Мільтіадес Карідіс. Потім протягом багатьох років оркестром керував Алоїс Шпрінгер. Чергуючись з Анталом Дораті, Шпрінгер в 1970-ті роках здійснив з Philharmonia Hungarica унікальний проект: повний запис усіх 104 симфоній Йозефа Гайдна.
В останні роки існування оркестру його очолювали Юстус Франц та Роберт Бахман.
Протягом усього існування оркестру він, із політичних причин, отримував значну фінансову і організаційну підтримку від уряду ФРН. Після того, як комуністичний режим в Угорщині припинив своє існування, ця підтримка поступово стала сходити нанівець. В силу падіння інтересу до оркестру у 2001 році він був ліквідований; прощальний концерт відбувся в Дюссельдорфі 22 квітня: послухати Дев'яту симфонію Брукнера зібралися близько 150 слухачів (при місткості залу 2000 осіб).